# Грейъм (остров, Нунавут)

Остров Грейъм (на английски: Graham Island) е 30-ият по големина остров в Канадския арктичен архипелаг. Площта на острова е 1378 км2 и е 38-и по големина в Канада. Административно принадлежи към канадската територия Нунавут. Необитаем.
Островът се намира в централната част на архипелага, в средата на залива Норуиджън Бей (Норвежки залив) и отстои на 58 на юг от остров Аксел Хайберг, на 41 на запад от п-ов Бьорне и на 44 км на северозапад от п-ов Симонс на остров Елсмиър, на 60 км на изток от остров Корнуол. На 4 км на югозапад от Грейъм се намира малкия остров Бъкингам.
Грейъм има слабо разчленена брегова линия с дължина 171 км и има овална форма. Дължината му от север на юг е 55 км, а ширината от запад на изток – 40 км.
Релефът е предимно равнинен със средна надморска височина 20-50 м. В цетъра на острова се издига възвишение с височина 165 м, от които се стичат радиално към крайбрежието множество рекички и поточета. За разлика от другите острови на архипелага на Грейъм няма изобилие от езера. Недалеч от югозападното крайбрежие има писта за излитане и кацане на малки самолети, която се ползва през краткото арктическо лято от ловци, туристи и изследователи.
Остров Грейъм е открит и изследван през пролетта на 1900 г. от норвежкия полярен изследовател Ото Свердруп по време на ръководената от него арктическа експедиция (1898-1902) в Канадския арктичен архипелаг.
|  | Тази страница частично или изцяло представлява превод на страницата Graham Island (Nunavut) в Уикипедия на английски. Оригиналният текст, както и този превод, са защитени от Лиценза „Криейтив Комънс – Признание – Споделяне на споделеното“, а за съдържание, създадено преди юни 2009 година – от Лиценза за свободна документация на ГНУ. Прегледайте историята на редакциите на оригиналната страница, както и на преводната страница, за да видите списъка на съавторите. ВАЖНО: Този шаблон се отнася единствено до авторските права върху съдържанието на статията. Добавянето му не отменя изискването да се посочват конкретни източници на твърденията, които да бъдат благонадеждни. |